# Tabasco (Instrumental de Los Pekenikes)
Tabasco es una pieza instrumental que ocupa la cara b del sencillo «Sol y Sombra. El título alude al estado mexicano, y posiblemente aún más a la salsa que lleva su nombre. En todo caso es un tema poco conocido entre los seguidores del grupo a causa de las polémicas sobre el álbum y la formación de la época. Sin embargo ha sido un tema usado en su momento en cabeceras y en continuidad radiofónicas.
El tema resulta muy tenso debido a su percusión, que se asemeja a un reloj. Es uno de los temas más jazzísticos del grupo que debido a los problemas de éste no ha resultado en continuidad.
La flauta es tocada con sobresoplido, lo que le imprime un aire de jazz. Debajo corre una percusión que simula un reloj, luego entran Batería con interludios de Congas. La falta de información típica de las discográficas españolas de la época impide saber qué músicos tocan qué instrumentos, por lo que, como la mayoría de los datos de músicos que se exponen suelen ser aproximados.  

## Miembros
- Toni Obrador - Guitarra solista
- Yamel Uribe - Bajo eléctrico
- Tony Luz - Guitarra rítmica
- Guillermo Acevedo - Batería
- Pedro Luis García -Trompeta
- Rodrigo García - Guitarra
- Álvaro Serrano - Trompeta
- Juan Jiménez - Flauta
- Tito Duarte - Percusión, flauta con sobresoplido